# Leo De Haes
Leo De Haes (12 juni 1949) is een Vlaams journalist en uitgever.

## Levensloop
De Haes studeerde na zijn klassieke humaniora aan het Sint-Gummaruscollege te Lier van 1967 tot 1971 Germaanse talen aan de Katholieke Universiteit Leuven. Hij heeft een tijd als leraar gewerkt, maar werd ontslagen omdat hij zijn klas Jan Wolkers liet lezen. Vanaf juni 1974 tot 1991 werkte hij zeventien jaar lang als journalist bij het blad Humo. Op het eind van de jaren '80 was hij een van de journalisten die zich vastbeten in de beruchte Zaak-Notaris X. 
Nadien werd hij uitgever bij uitgeverij Houtekiet. Hij had een groot aandeel in het toenemende succes van de uitgeverij, onder meer door in 1994 De wereld van Sofie uit te geven. Ook enkele Gouden Uil-nominaties versterkten het succes, onder meer voor de roman Vallen van Anne Provoost en de biografie van Frans Masereel door Joris van Parys. Hij werd op 16 juni 2017 als uitgever opgevolgd door Stefaan Werbrouck.
De Haes schreef ook zelf een aantal artikelen en essays, voornamelijk over de bibliotheek- en uitgeverswereld:
- Het boek in het digitale tijdperk in het literair tijdschrift De Brakke Hond.
- Het doemdenken voorbij, een essaybundel uit 1991.
- een "essaybook": Cultuur is Oorlog uit 1995.